# Liste der Träger der Collane des Ordens des Marienland-Kreuzes
Die Liste führt alle Träger der Collane des estnischen Ordens des Marienland-Kreuzes auf, diese ist die höchste Kategorie des Ordens. Seit seiner Stiftung im Jahr 1995 wurde sie an folgende Personen (Stand: Januar 2016) verliehen.

## Ordensträger
| Name                          | Bezeichnung                                    | Verleihungsdatum |
| ----------------------------- | ---------------------------------------------- | ---------------- |
| George Abela                  | Präsident der Republik Malta                   | Mai 2012         |
| Valdas Adamkus                | Präsident der Republik Litauen                 | Sep. 1999        |
| Martti Ahtisaari              | Präsident der Republik Finnland                | Mai 1995         |
| Akihito                       | Kaiser von Japan                               | Mai 2007         |
| Albert II.                    | König der Belgier                              | Juni 2008        |
| Traian Băsescu                | Präsident von Rumänien                         | Apr. 2011        |
| Beatrix                       | Königin der Niederlande                        | Mai 2008         |
| Andris Bērziņš                | Präsident der Republik Lettland                | Mai 2012         |
| Algirdas Brazauskas           | Präsident der Republik Litauen                 | Aug. 1997        |
| Aníbal Cavaco Silva           | Präsident Portugals                            | Feb. 2008        |
| Jacques Chirac                | Französischer Staatspräsident                  | Juli 2001        |
| Carlo Azeglio Ciampi          | Italienischer Staatspräsident                  | Apr. 2004        |
| Süleyman Demirel              | Staatspräsident der Türkei                     | Mai 1997         |
| Elisabeth II.                 | Königin von Großbritannien und Nordirland      | Okt. 2006        |
| Ivan Gašparovič               | Präsident der Slowakei                         | Okt. 2005        |
| Joachim Gauck                 | Bundespräsident der Bundesrepublik Deutschland | Juli 2013        |
| Árpád Göncz                   | Ungarischer Staatspräsident                    | Mai 1997         |
| Ólafur Ragnar Grímsson        | Staatspräsident Islands                        | Juni 1998        |
| Dalia Grybauskaitė            | Präsidentin der Republik Litauen               | Mai 2013         |
| Tarja Kaarina Halonen         | Präsidentin der Republik Finnland              | Mai 2000         |
| Harald V.                     | König von Norwegen                             | Aug. 1998        |
| Václav Havel                  | Präsident der Tschechischen Republik           | Mai 1996         |
| Henri                         | Großherzog von Luxemburg                       | Apr. 2003        |
| Ion Iliescu                   | Präsident Rumäniens                            | Okt. 2003        |
| Toomas Hendrik Ilves          | Präsident der Republik Estland                 | Okt. 2006        |
| Juan Carlos I.                | König von Spanien                              | Juli 2007        |
| Carl XVI. Gustaf              | König von Schweden                             | Sep. 1995        |
| Andrej Kiska                  | Präsident der Slowakei                         | Okt. 2015        |
| Bronisław Komorowski          | Präsident der Republik Polen                   | März 2014        |
| Milan Kučan                   | Staatspräsident der Republik Slowenien         | Mai 1997         |
| Aleksander Kwaśniewski        | Präsident der Republik Polen                   | Apr. 1998        |
| Ferenc Mádl                   | Ungarischer Staatspräsident                    | Dez. 2000        |
| Guido de Marco                | Präsident Maltas                               | Apr. 2001        |
| Margrethe II.                 | Königin von Dänemark                           | Nov. 1995        |
| Sergio Mattarella             | Präsident der Republik Italien                 | Juli 2018        |
| Mary McAleese                 | Präsidentin von Irland                         | Mai 2001         |
| Lennart Georg Meri            | Präsident der Republik Estland                 | Juni 1995        |
| Nursultan Nasarbajew          | Präsident von Kasachstan                       | Apr. 2011        |
| Sauli Niinistö                | Präsident von Finnland                         | Mai 2014         |
| Tassos Papadopoulos           | Präsident der Republik Zypern                  | Jan. 2004        |
| Georgi Parwanow               | Präsident Bulgariens                           | Mai 2003         |
| Johannes Rau                  | Bundespräsident der Bundesrepublik Deutschland | Nov. 2000        |
| Arnold Rüütel                 | Präsident der Republik Estland                 | Okt. 2001        |
| Micheil Saakaschwili          | Präsident Georgiens                            | Mai 2007         |
| Jorge Sampaio                 | Präsident Portugals                            | Mai 2003         |
| Oscar Luigi Scalfaro          | Italienischer Staatspräsident                  | Mai 1997         |
| Ahmet Necdet Sezer            | Staatspräsident der Türkei                     | Apr. 2002        |
| László Sólyom                 | Ungarischer Staatspräsident                    | März 2006        |
| Konstantinos Stefanopoulos    | Griechischer Staatspräsident                   | Mai 1999         |
| Guntis Ulmanis                | Präsident der Republik Lettland                | Okt. 1996        |
| Vaira Vīķe-Freiberga          | Präsidentin der Republik Lettland              | Apr. 2000        |
| Willem-Alexander              | König der Niederlande                          | Juni 2018        |
| Valdis Zatlers                | Präsident der Republik Lettland                | Apr. 2009        |
| Ernesto Zedillo Ponce de León | Präsident Mexikos                              | Okt. 1995        |